# Лантунг (район)
Ланту́нг (індонез. Lantung) — один з 24 районів округу Сумбава провінції Західна Південно-Східна Нуса у складі Індонезії. Розташований у центральній частині. Адміністративний центр — село Лантунг.
Населення — 2816 осіб (2012; 2768 в 2010).

## Адміністративний поділ
До складу району входять 4 села:
| Населений пункт | Населення, осіб (2010) |
| --------------- | ---------------------- |
| Аї-Муал, село   | 491                    |
| Лантунг, село   | 664                    |
| Падеса, село    | 264                    |
| Сепукур, село   | 1349                   |